# Altdorf bei Nürnberg

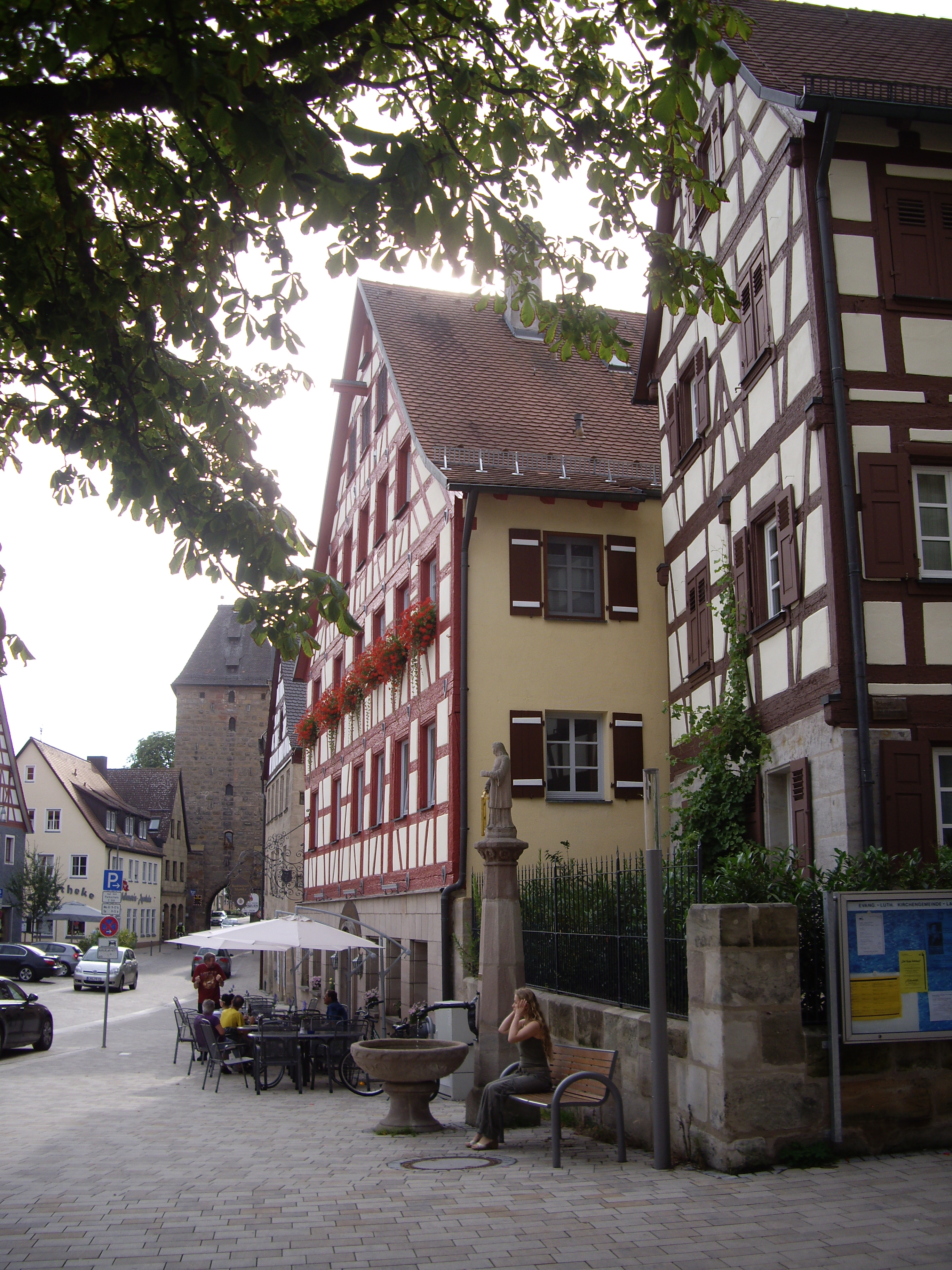
Altdorf bei Nürnberg - Stare Miasto

Altdorf bei Nürnberg, Altdorf b.Nürnberg – miasto w Niemczech, w kraju związkowym Bawaria, w rejencji Środkowa Frankonia, w regionie Industrieregion Mittelfranken, w powiecie Norymberga. Leży w Okręgu Metropolitarnym Norymbergi, na Wyżynie Frankońskiej, ok. 20 km na południowy wschód od Norymbergi i ok. 15 km na południe od Lauf an der Pegnitz, przy autostradzie A6 i A3.

## Dzielnice
W skład miasta wchodzą następujące dzielnice: Adelheim, Eismannsberg, Grünsberg, Hagenhausen, Hegnenberg, Lenzenberg, Lochmannshof, Ludersheim-Au, Ludersheim, Oberrieden, Oberwellitzleithen, Prackenfels, Prethalmühle, Pühlheim, Rasch, Raschbach, Röthenbach, Schleifmühle, Stürzelhof, Unterrieden, Unterwellitzleithen, Waldspitze, Wappeltshofen, Weinhof, Ziegelhütte.

## Polityka
Rada miasta:
|      | CSU | SPD | Zieloni | Bezpartyjni / Lista Niezależnych | Razem     |
| 2008 | 9   | 8   | 3       | 4                                | 24 miejsc |

### Współpraca
Miejscowości partnerskie:
- Altdorf, Szwajcaria
- Colbitz, Saksonia-Anhalt
- Dunaharaszti, Węgry
- Sehma – dzielnica Sehmatal, Saksonia

## Zabytki
- Kościół pw. św. Wawrzyńca (St. Laurentius)
- ratusz, wybudowany w XVI wieku
- szkoła dla dzieci szlacheckich Wichernhaus
- Zamek Grünsberg
- Zamek Prokuratorski, obecnie siedziba policji
- mury miejskie

## Osoby urodzone w Altdorf bei Nürnberg
- Ferdinand Jakob Baier, lekarz
- Johann Fabricius, teolog
- Stephan Farfler, zegarmistrz, wynalazca wózka inwalidzkiego
- Walther Haffner, muzyk
- Nikolaus Herman, pisarz, nauczyciel
- Konrad Mannert, historyk
- Leonhard Christoph Sturm, pisarz
- Thomas Tuschl, biochemik
- Klaus Wolfermann, oszczepnik, złoty medalista Letnich Igrzysk Olimpijskich 1972

## Galeria

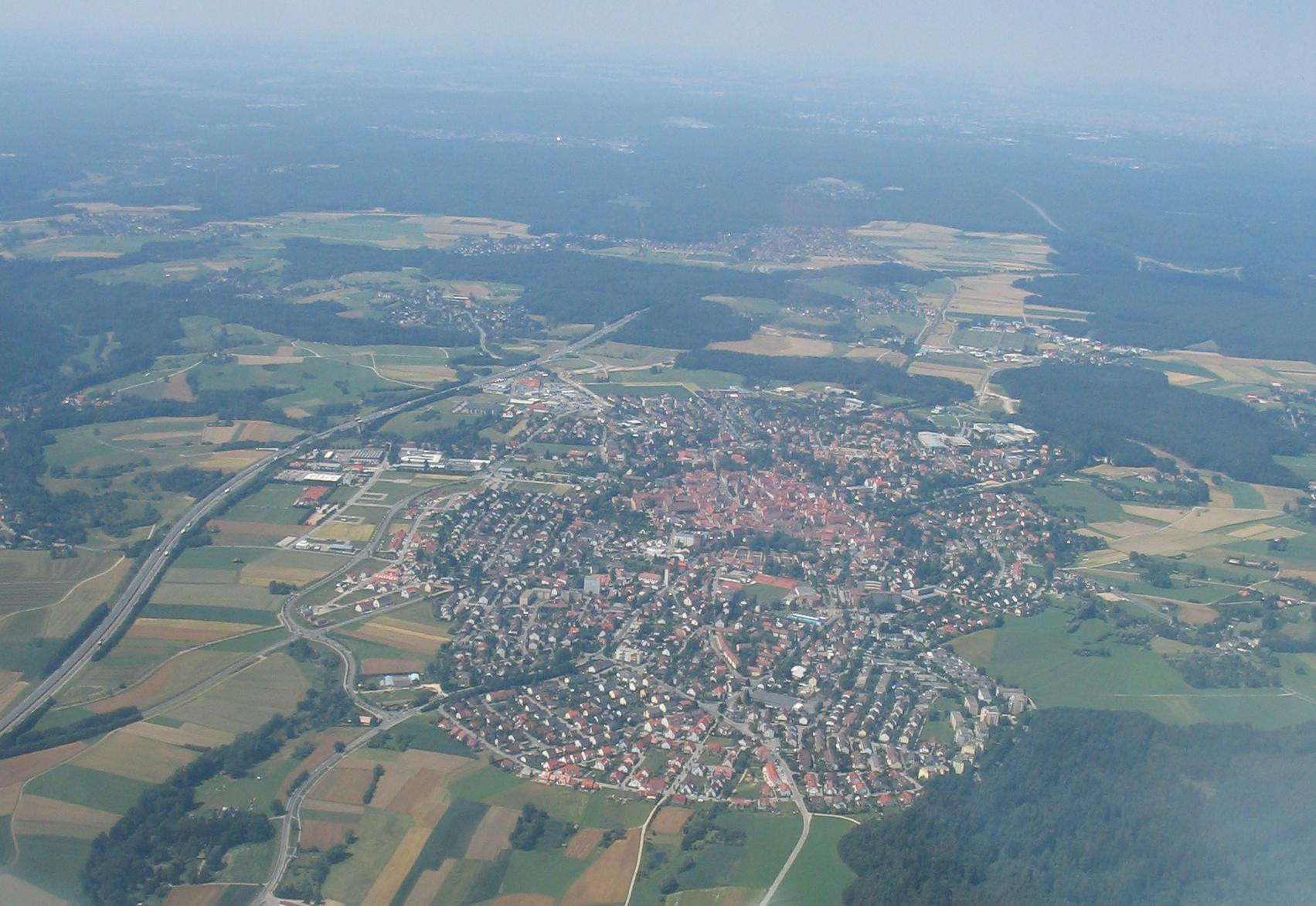
Widok z lotu ptaka
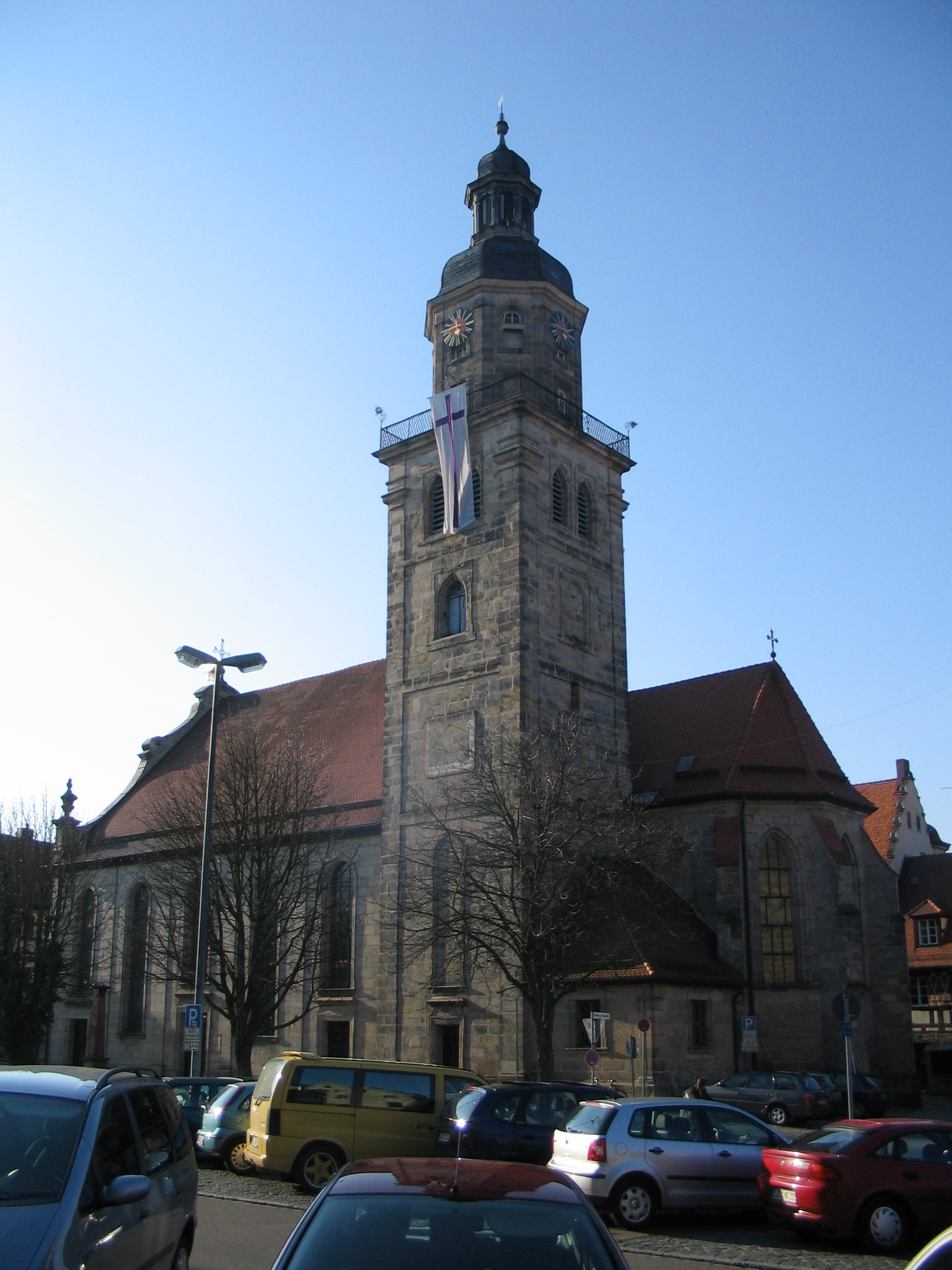
Kościół św. Wawrzyńca (St. Laurentius)
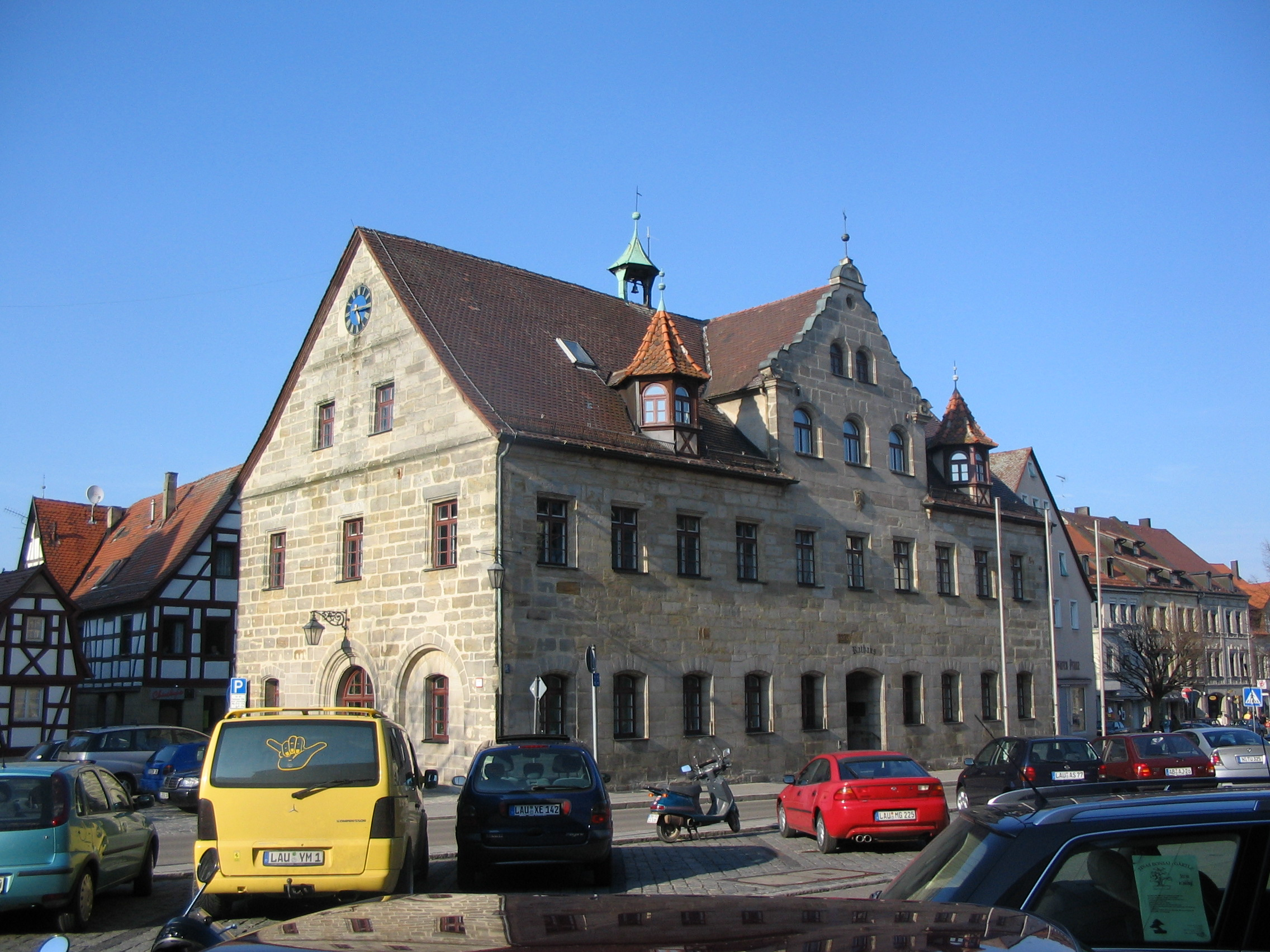
Ratusz